# 烈士陵水库
烈士陵水库是中国湖北省襄阳市枣阳市境内的一座水库，位于丑河上，建于1976年。水库正常库容为938万立方米，集雨面积为17平方千米，海拔为207米。